# Oude hofstede Veltem
De oude hofstede Veltem is een verdwenen hofstede, gelegen tussen de huidige Warande en Engelendalelaan in Assebroek. Deze hofstede dient niet verward te worden met het toponiem 'Veltem' in Sint-Kruis.

## Geschiedenis
De oudste vermelding van deze hofstede dateert uit een akte uit 976, hoewel Ann Lambert vermoedt dat het reeds een bewoonde hofstructuur was in de vroege middeleeuwen, ten laatste in de zevende eeuw. In de akte uit 976 bevestigt keizer Otto II een ruil tussen Folgbertus en zijn vrouw Reginsuint met de Gentse Sint-Baafsabdij. De abdijdomeinen Noorderwijk en Itegem worden geschonken aan Folgbertus en zijn vrouw in ruil voor hun eigendommen in Sint-Lievens-Houtem en het goed Felthem.
De akte leest als volgt:
[...] et in pago thesandrie Northreuuic et Idingehem cum ęcclesiis et omnibus adiacentiis: Quę etiam duę scilicet possessiones: rogatu predicti uenerabilis abbatis suorumque monachorum cuidam fideli nostro uiro nobili folgbertus et uxor eius reginsuint Non refragante quoque nostrę praeceptionis et auctoritatis licentia. in presentia nihilominus nostra delegatę sunt et tradite dantibus eis pro hoc mutua uicissitudine sui iuris et hereditatis uillam holthem in pago bragbatinse sitam. cum ęcclesia et appendiciis et in pago flandrinse possessionem uocabulo felthem.
De oppervlakte van het possessio Felthem bedraagt 'Mansi V' of ongeveer 55 hectare. Het domein wordt meer dan twee eeuwen later opnieuw vermeld, in 1254. Op dat moment is er een domus (huis) of een curtis (behuizing met binnenkoer) met een kapel. In 1405 wordt het goed opgemeten door Bernard Van de Scuere. Hij beschrijft een hof op een mote (een kunstmatige heuvel), omringd door een walgracht.
De teloorgang van de site situeert zich tussen de 17de eeuw en het midden van de 18de eeuw. Het is echter onduidelijk waarom de hofstede werd verlaten. Kristel Soers poneert de theorie dat Veltem als herenhoeve verbonden was aan het klooster Engelendale. Zowel de hofstede Veltem als dit klooster werden verwoest tijdens de Tachtigjarige Oorlog. Na de oorlog wordt Engelendale heropgebouwd als hoeve, niet als klooster. Hierdoor neemt het nieuwe Engelendale de functie van hofstede Veltem over.